# 岩手村田製作所
株式会社岩手村田製作所（かぶしきがいしゃいわてむらたせいさくじょ、英称：Iwate Murata Manufacturing Co., Ltd.）は、株式会社村田製作所の連結子会社で日本の水晶部品メーカーである。2020年3月31日までの名称は、東京電波株式会社（とうきょうでんぱかぶしきがいしゃ）である。

## 概要
水晶振動子、水晶発振器、水晶フィルタなどや電子計測機器などを製造・販売している。1934年（昭和9年）、東京電波研究所の創業から始まり、1949年（昭和24年）に創立。
水晶製品事業については小型化、高精度化で先行し、携帯電話などの通信分野に強い。
水晶製品の製造技術を応用して、青色発光ダイオードやセンサーの材料等に応用が期待される酸化亜鉛の研究も行っている。
電子機器事業については高周波電力計や水晶温度計、無線通信機器を製造している。宇宙関連の無線通信機器は、H-IIAロケット、気象衛星ひまわりや月周回衛星かぐやなどの地上支援装置等にも採用されている。
2009年（平成21年）に従来から取引関係のあった電子部品製造大手の株式会社村田製作所に第三者割当による新株式の発行を行い、水晶製品事業に関する包括的な資本・業務提携を行った。
2013年（平成25年）8月1日に村田製作所との株式交換により完全子会社となり、株式交換に先立ち7月29日に東京証券取引所第1部上場廃止となった。

## 沿革
- 1934年 - 創業。水晶振動子の製造、販売を開始。
- 1940年 - 無線技術が評価され、海軍技術研究所の指定工場として無線通信機を製造。
- 1949年 - 会社設立（東波工業株式会社）。同年に東京電波株式会社に商号変更。
- 1968年 - 宇宙通信関連装置の設計を開始。
- 1977年 - 人工水晶の製造を開始。
- 1995年 - 株式を日本証券業協会に店頭登録。
- 1997年 - 東京証券取引所 市場第二部に上場。
- 2001年 - 東京証券取引所 市場第一部に指定替。
- 2009年 - 株式会社村田製作所と包括的な資本・業務提携を発表。
- 2013年 - 株式交換により株式会社村田製作所の完全子会社となる。
- 2018年 - 東京電波 (株) ・ 盛岡東京電波 (株) を法人統合し名称を東京電波に統一。本社機能を盛岡へ移管
- 2020年 - 4月より社名を株式会社岩手村田製作所に変更[1]。

## 主な製品
■水晶製品事業
- 水晶振動子　TAS、TSSシリーズ
- 水晶発振器（TCXO・VCXO・VCTCXO・OCXO）
- 水晶フィルタ
- 水晶センサ
- 波長板、放熱板
- 人工水晶

■電子機器事業
- 水晶温度計（高分解能温度計、無電源センサ応用システム）
- CIメータ、カウンタ（水晶インピーダンス測定器、周波数カウンタ）
- 高周波電力計（一般無線機用、準マイクロ波用電力計、カウンタ付電力計、ダミーロード）
- 無線応用システム（航空、宇宙通信、防災無線、RFコンポーネント設計製作）
- メカトロニクス機器（電子部品（水晶、セラミック）組立、検査用自動機）

■新素材事業
- 酸化亜鉛単結晶

## 事業所
- 本社（岩手県盛岡市）
- 電子機器部（東京都大田区）
- 群馬工場（群馬県佐波郡玉村町）
- 久慈工場（岩手県久慈市寺里）